# Лубоед Краатца
Лубоед Краатца (лат. Pteleobius kraatzii) — вид жуков-долгоносиков из подсемейства короедов. Распространён в Средней и Южной Европе, Смоленской области, на Украине, в Белоруссии, на Кавказе и в Малой Азии.
Длина тела взрослых насекомых 1,8—2,2 мм. Тело цилиндрическое, тёмно-бурое, в густых желтовато-серых и черновато-бурых чешуйках, образующих рисунок. Усики и ноги более светлые. Голова чёрно-бурая.
Заселяют сваленные деревья, изготовленные неошкуренные древесные материалы, дрова, жерди, неошкуренные столбы и изгороди, а также все сильно ослабленные стоящие деревья или деревья с объеденной листвой или поражённые другими вредителями, различных видов ильма — Ulmus campestris, Ulmus effusa, Ulmus montata, реже рябины обыкновенной.